# Lunebourg
Lunebourg (en allemand : Lüneburg) est une ville d'Allemagne située dans le Land de Basse-Saxe.
Elle est la capitale de l'arrondissement de Lunebourg.

## Histoire
| Appartenances historiques Duché de Brunswick-Lunebourg 1235-1269 Principauté de Lunebourg 1269-1705 Électorat de Brunswick-Lunebourg 1705-1807 Royaume de Westphalie 1807-1811 Empire français (Bouches-de-l'Elbe) 1811-1814 Royaume de Hanovre 1814-1866 Royaume de Prusse (Province de Hanovre) 1866-1918 République de Weimar 1918-1933 Reich allemand 1933-1945 Allemagne occupée 1945-1949 Allemagne 1949-présent |

Lunebourg est mentionnée pour la première fois en 956. La ville fut érigée en principauté en 1269, puis réunie à l'électorat de Brunswick-Lunebourg en 1705.
Au Moyen Âge, la ville était remarquablement riche, grâce au commerce du sel. La ville est en effet construite sur une colonne de sel baignant dans une nappe phréatique. L'eau était pompée et le sel extrait dans plusieurs fabriques des environs, puis exporté dans les fiefs voisins. Le long de la Vieille Route du Sel, il était transporté via Lauenburg jusqu'à Lübeck et de là, embarqué vers toutes les côtes de la Mer Baltique. Lunebourg et son sel faisaient partie des principales sources de pouvoir et de richesse de la Ligue hanséatique.

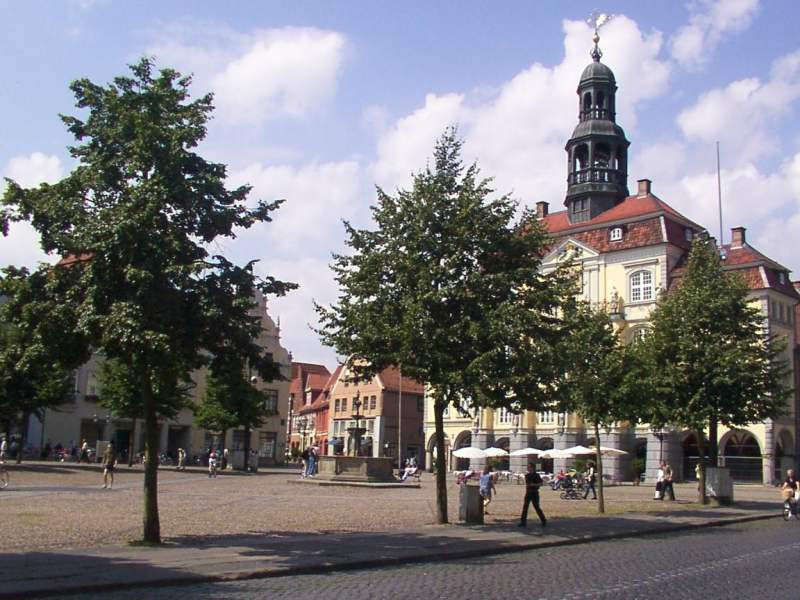
Lunebourg, place du marché et hôtel de ville.

La ville passe à la Réforme dès 1529 à l'instigation du duc Ernest Ier de Brunswick-Lunebourg. C'est le réformateur Urbanus Rhegius qui organise l'église luthérienne de Lunebourg dans les années 1530-1531.
La région subit les horreurs de la guerre de Trente Ans, spécifiquement retracées en 1910 dans le livre d'Hermann Löns : « Der Wehrwolf » (Le Loup-Garou).
Durant l'occupation napoléonienne, la ville fut d'abord comprise dans le royaume de Westphalie, de 1807 à 1810, avant d'être rattachée à la France jusqu'en 1814, date de son retour dans le giron du royaume de Hanovre lors de l'effondrement du Premier Empire.
Après une longue période de prospérité, son importance a décliné à partir de 1600. Les salines ont fermé en 1980. La ville a regagné une nouvelle notoriété grâce à son université, fondée en 1989.
Le paysage unique des Landes de Lunebourg (Lüneburger Heide) a été en grande partie créé par l'étalement des sables lors du retrait du glacier vistulien, lorsque s'est achevée la dernière période glaciaire. La déforestation de la région environnante pour la production du sel a complété l'action naturelle en achevant l'appauvrissement d'un paysage naturel médiocre.

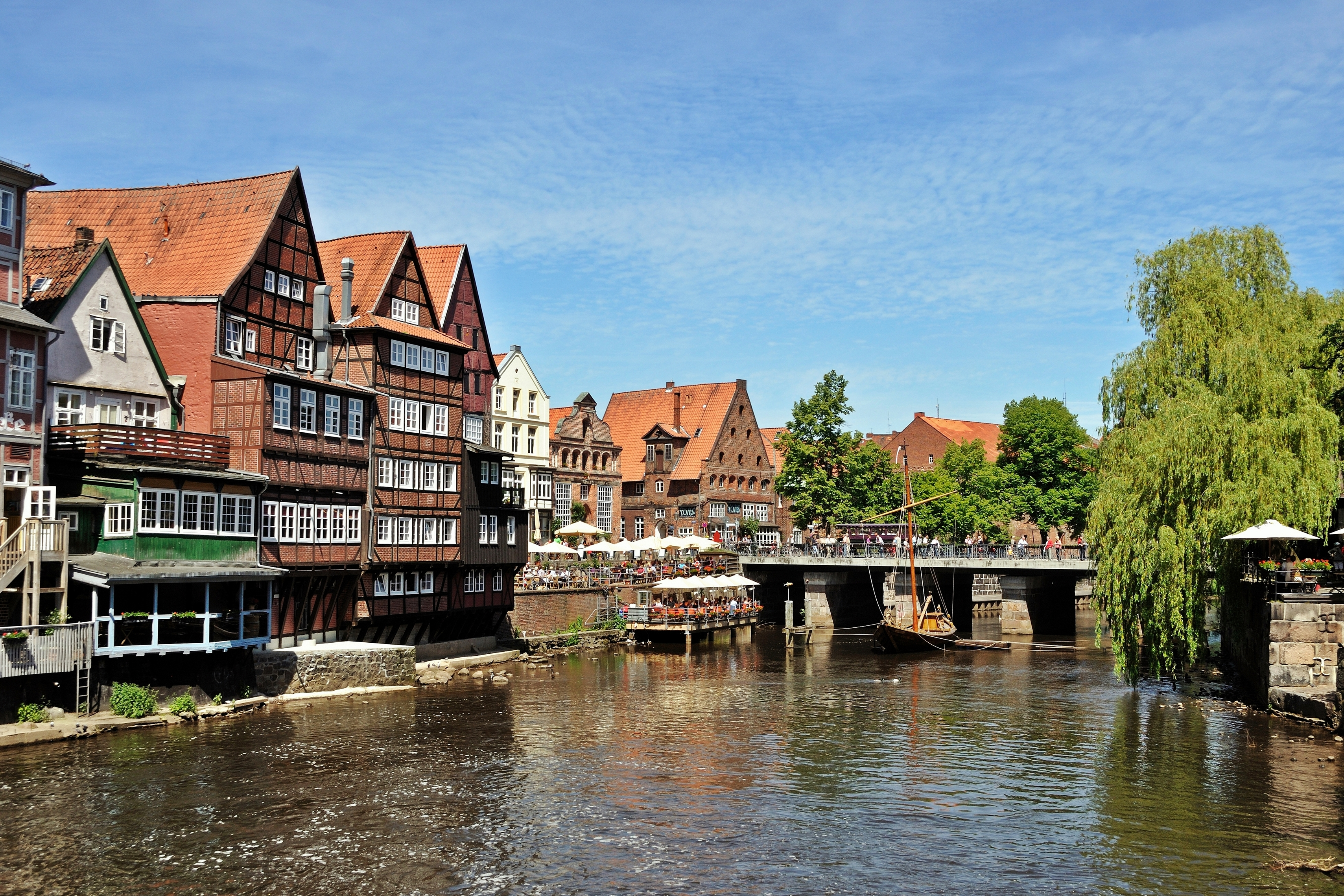
Vieux-Port.

Pendant la Seconde Guerre mondiale, plus de 300 enfants ont probablement été tués dans le cadre de "l'euthanasie des enfants" dans le département des enfants de Lüneburg, qui fait partie du sanatorium et de la maison de retraite de l'État de Lüneburg.
Le 4 mai 1945 y fut signée la convention de Lunebourg par laquelle les troupes allemandes stationnées en Westphalie, au Danemark, aux Pays-Bas, remettaient leur sort entre les mains du Field Marshal Montgomery, préludant ainsi à la capitulation du 8 mai 1945.
Le 23 mai de la même année, Heinrich Himmler s'y suicide.
C'est ici qu'eut lieu le procès de Belsen entre le 17 septembre et le 17 novembre 1945, où furent jugés des SS et des Kapo ayant travaillé au camp de Bergen-Belsen pendant la Seconde Guerre mondiale.

## Démographie
Au XVe siècle, la ville compte entre 15 000 et 20 000 habitants.

## Monuments

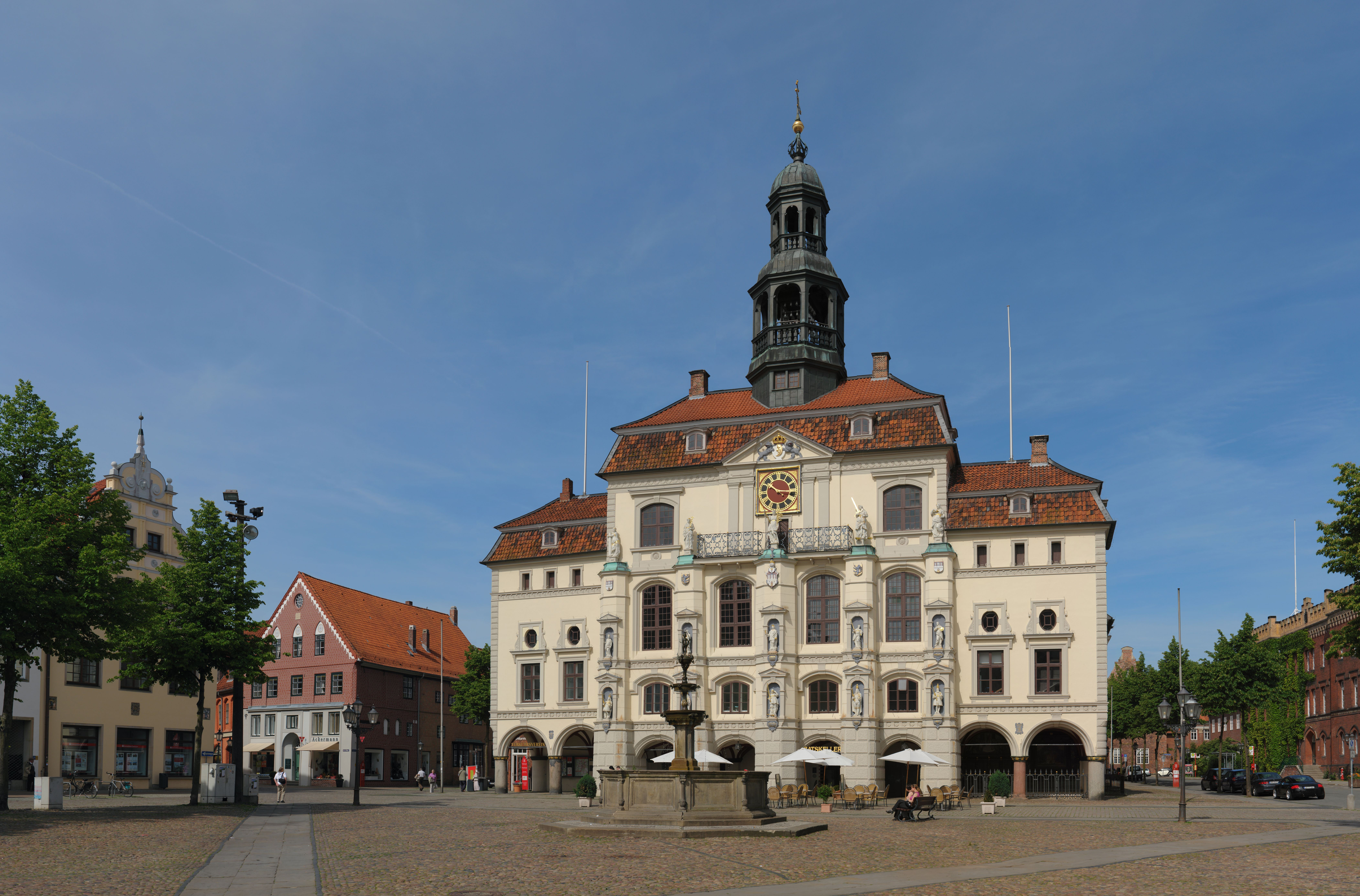
Hôtel de ville (Rathaus) et Lunabrunnen.
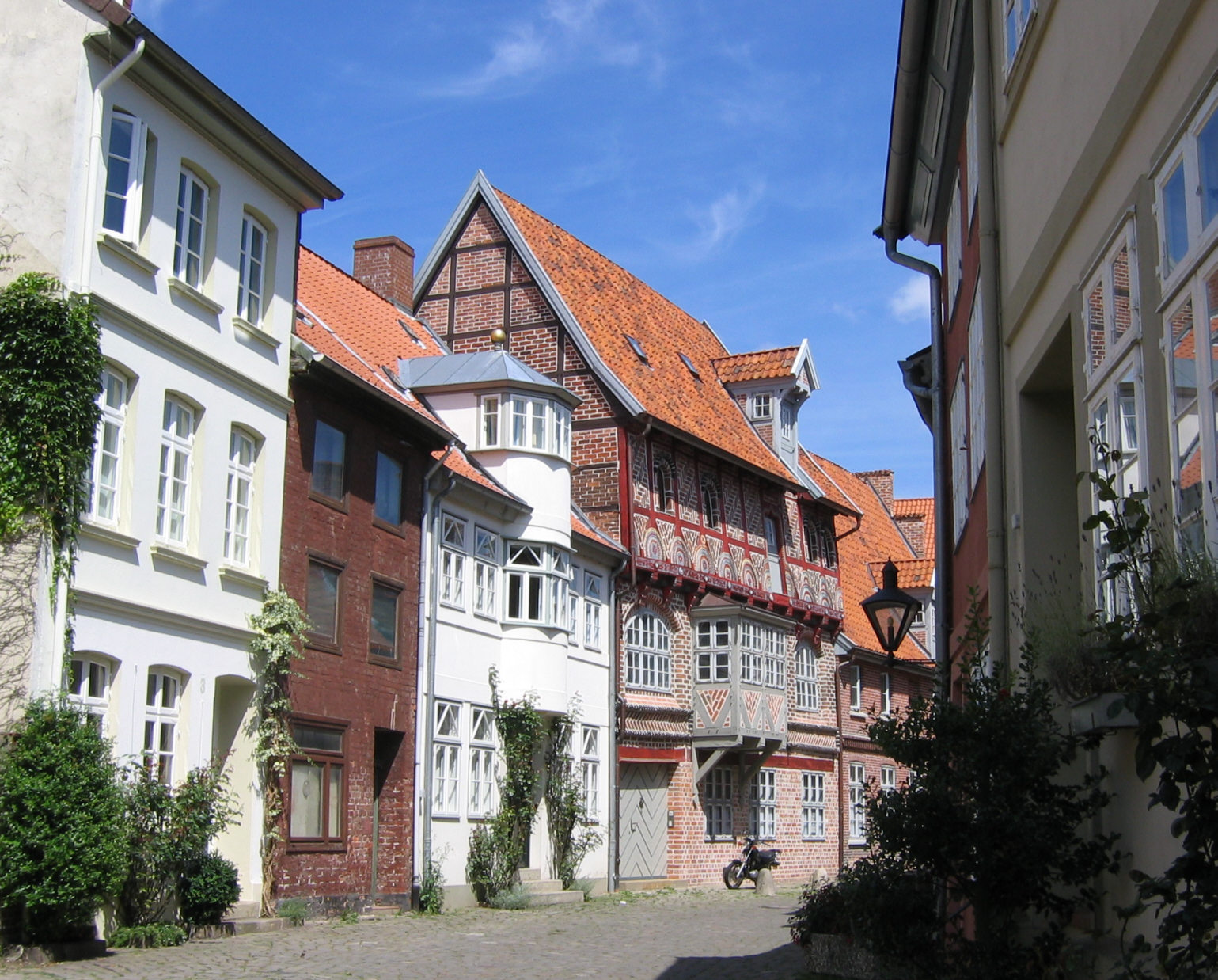
Vieille ville.
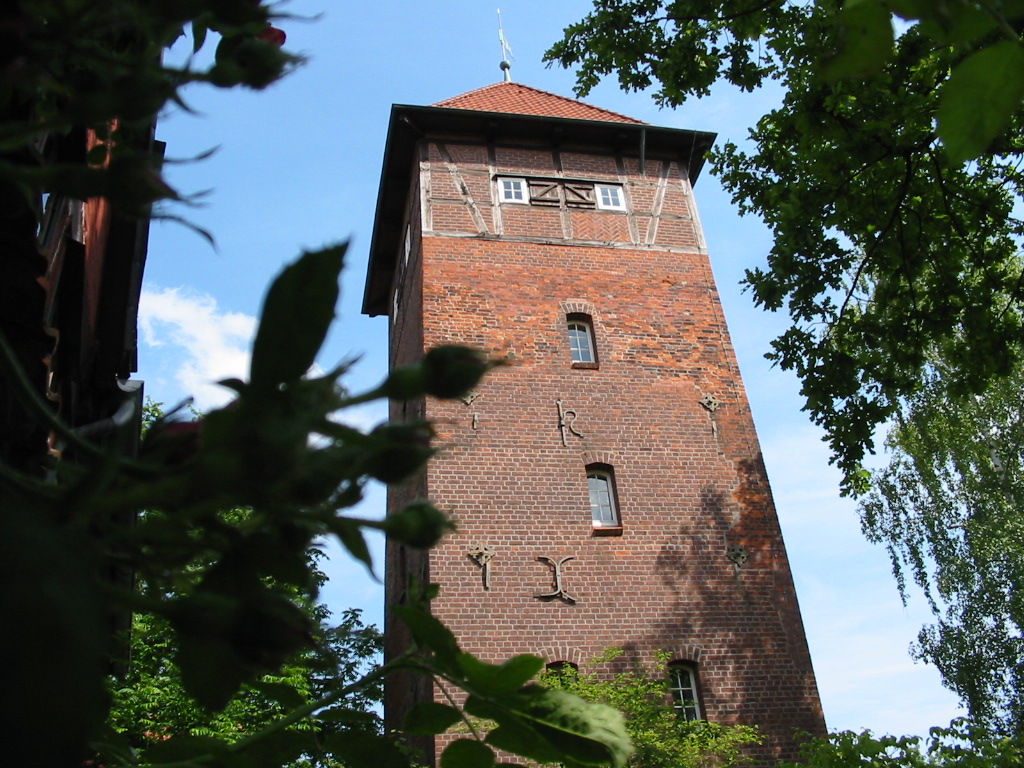
Château d'eau près du Ratsmühle.
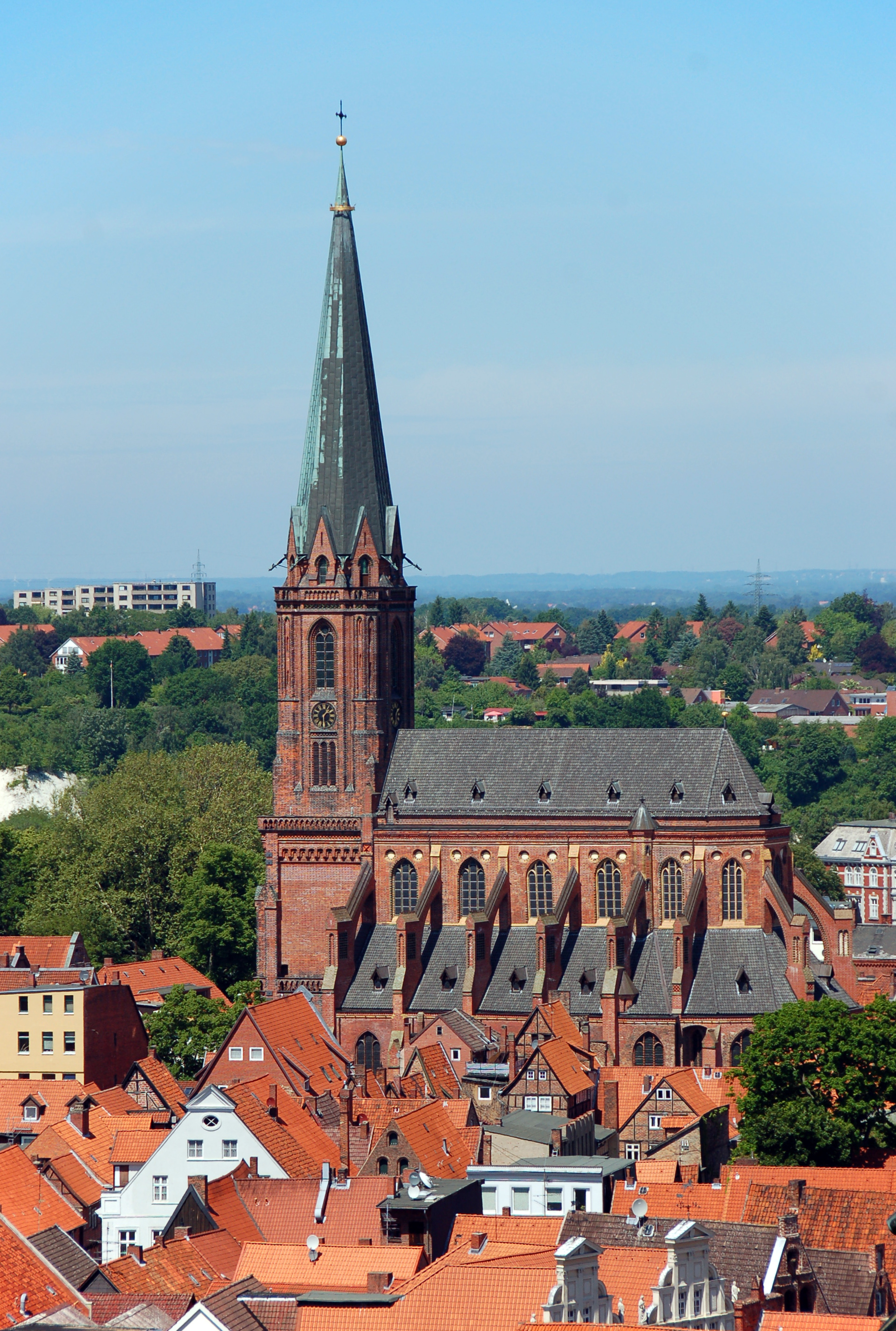
Église Saint-Nicolas de Lunebourg dans le Wasserviertel.
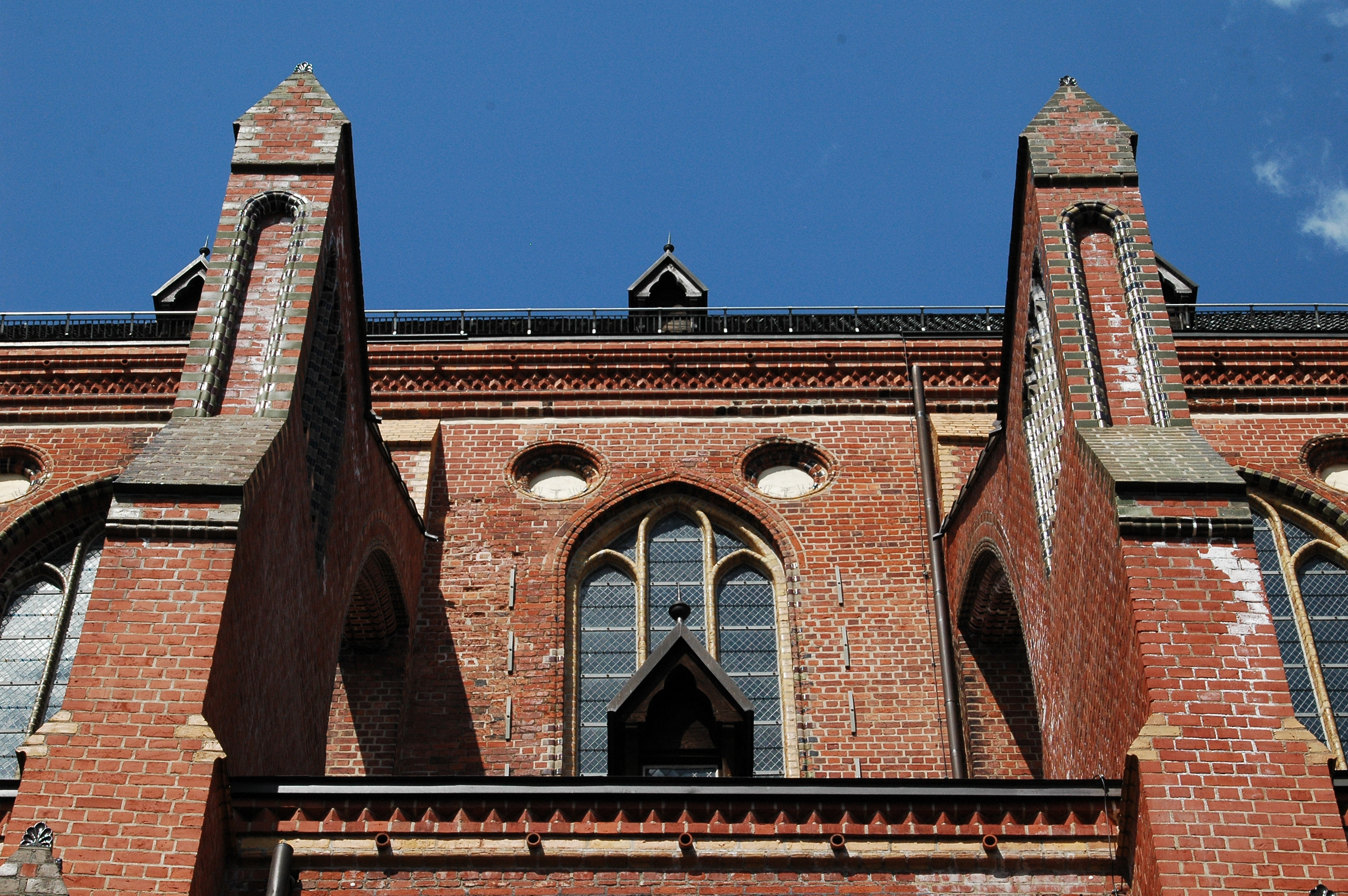
Detail de l'église Saint-Nicolas, exemple typique du gothique de brique.
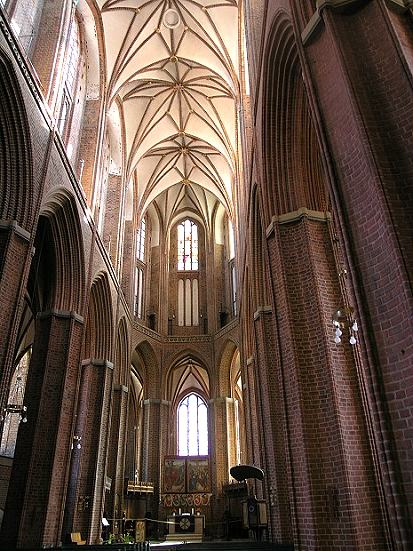
Voûte de la nef principale de l'église Saint-Nicolas.
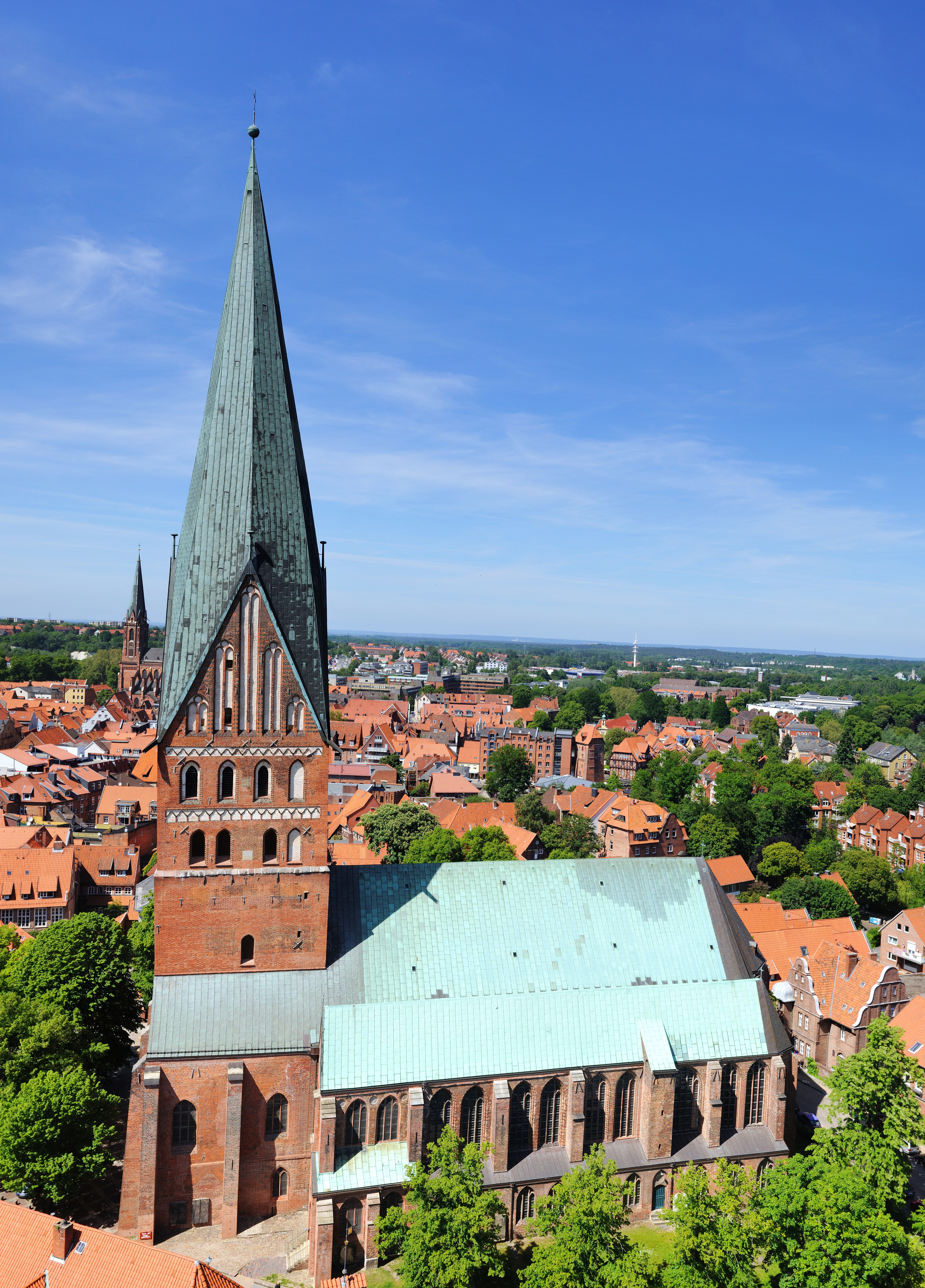
Église Saint-Jean de Lunebourg
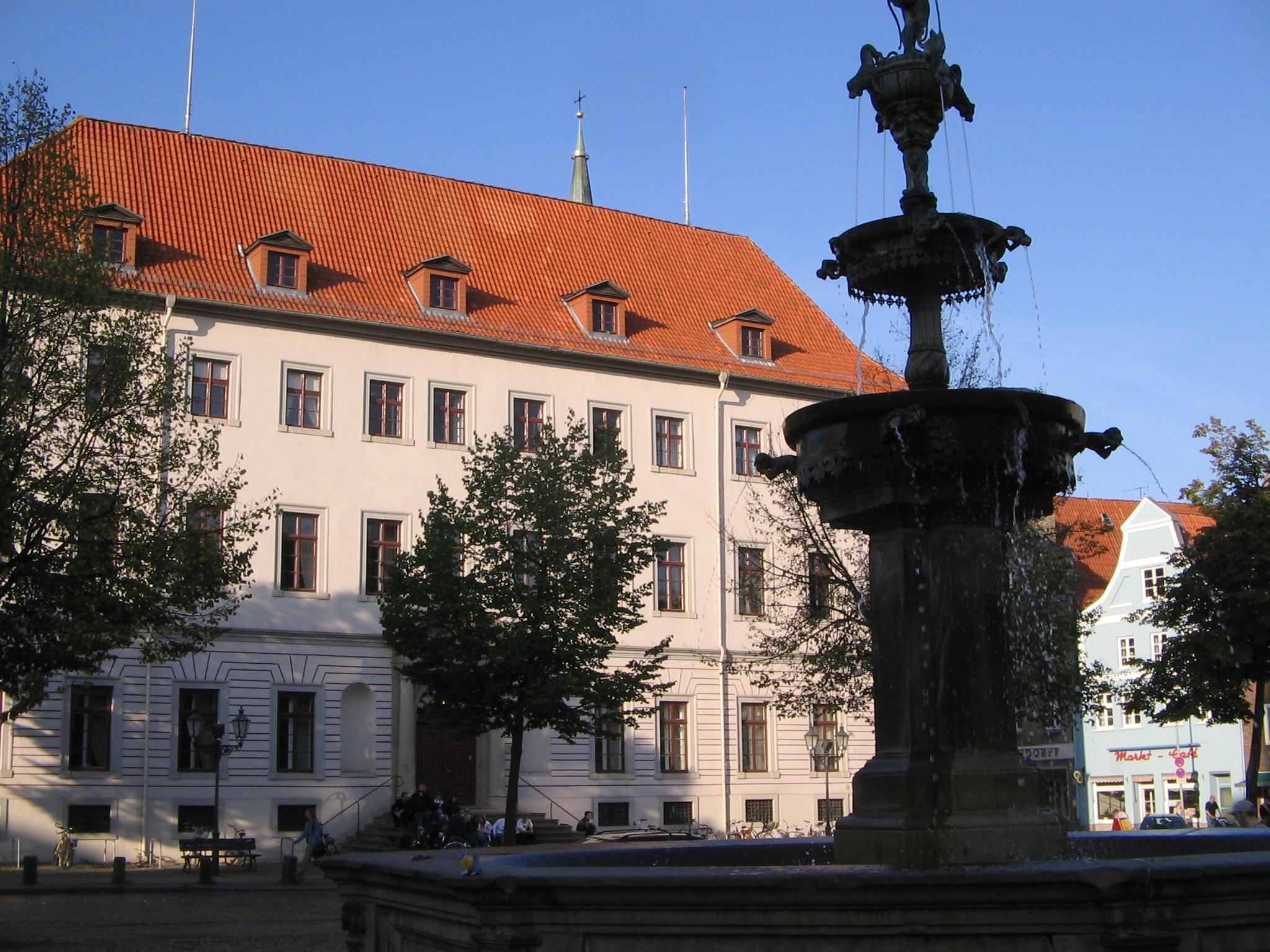
Stadtschloss et Lunabrunnen.
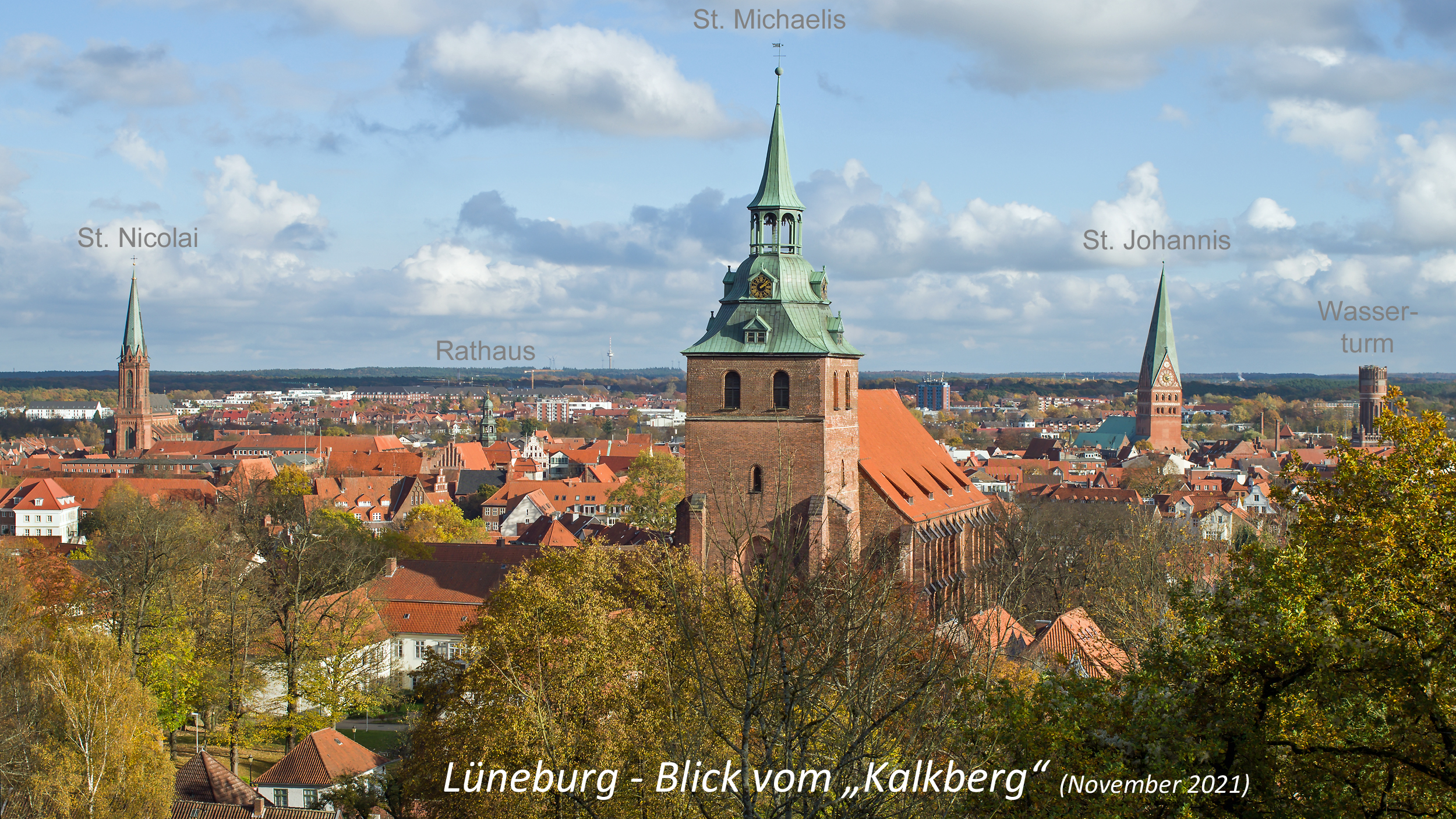
Église Saint-Michel de Lunebourg
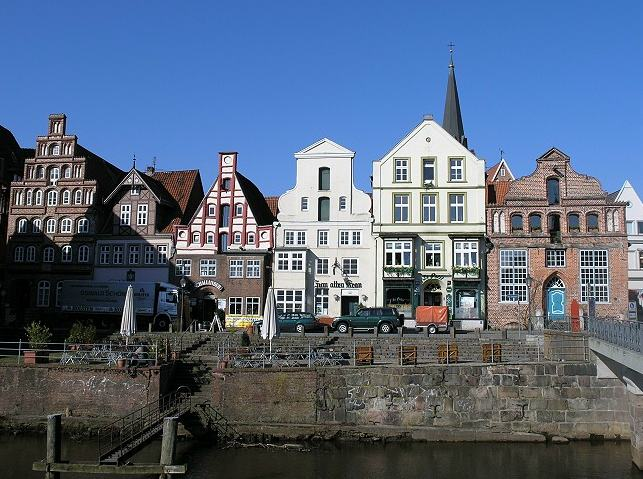
Stintmarkt (marché d'éperlan) dans le port de Lunebourg.
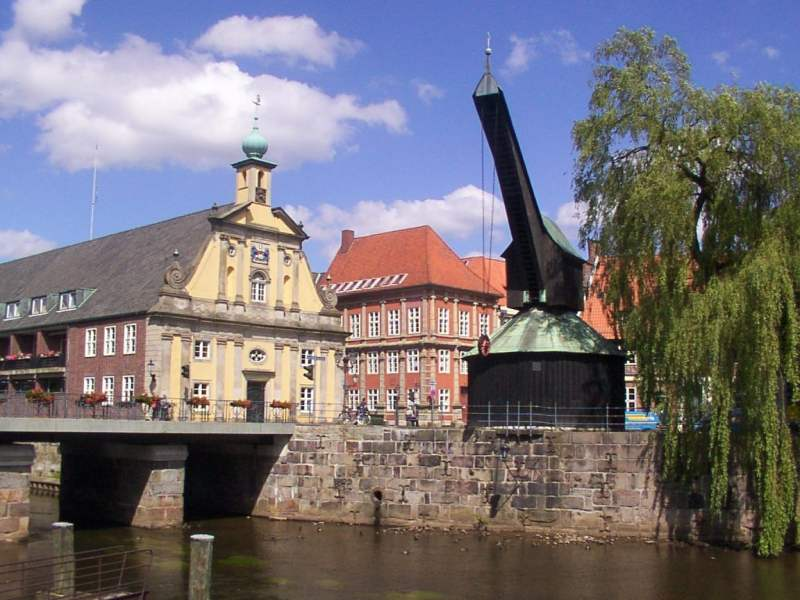
Ancienne grue dans le vieux port.
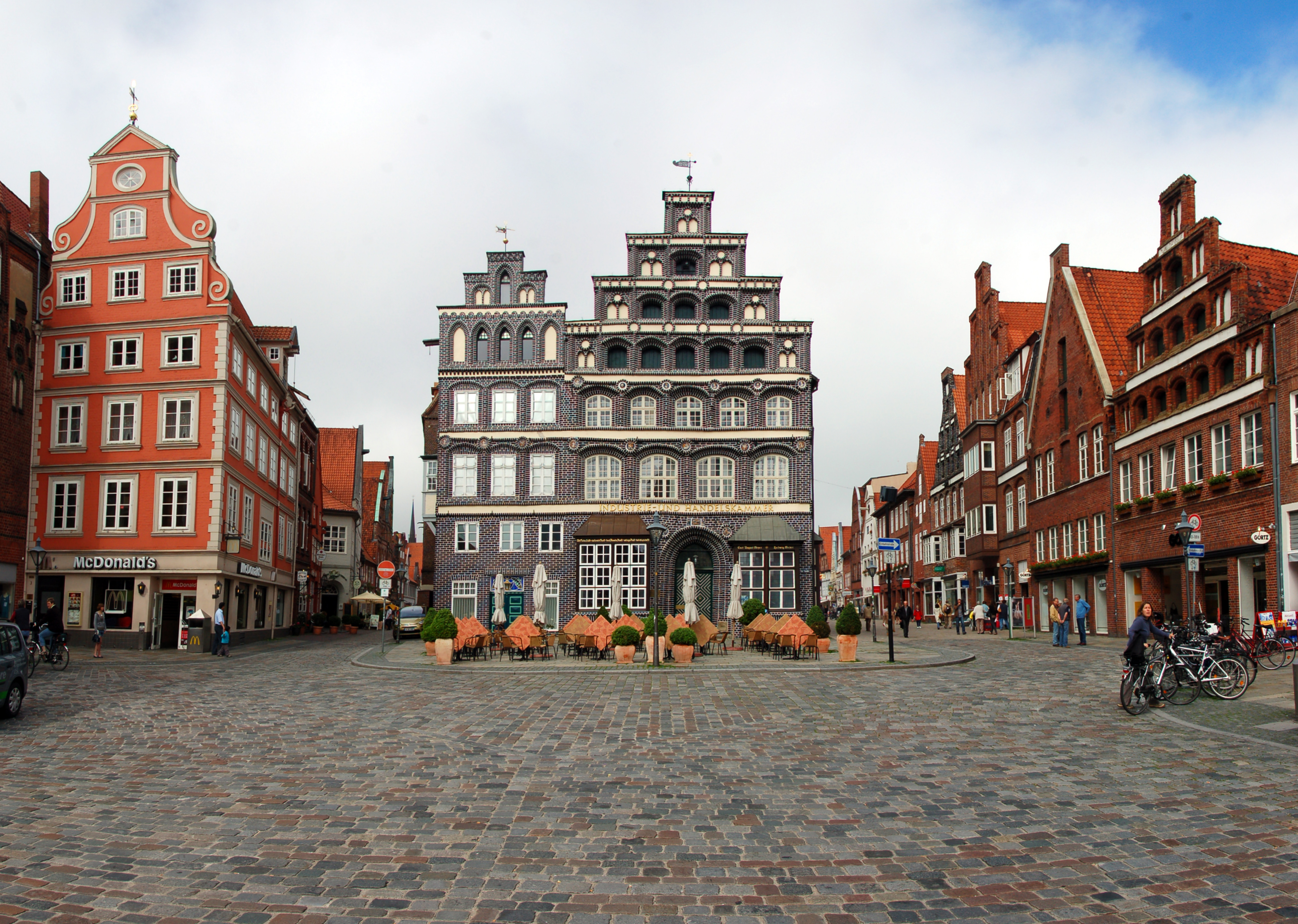
Place Am Sande, au milieu le siège de Chambre d'industrie et de commerce de Lunebourg-Wolfsbourg.

## Jumelages
La ville de Lunebourg est jumelée avec :
- Clamart (France) ;
- Ivrée (Italie) ;
- Naruto (Japon) ;
- Scunthorpe (Royaume-Uni) ;
- Tartu (Estonie) ;
- Viborg (Danemark).

La ville entretient d'étroits liens d'amitié avec :
- Kulmbach (Allemagne) depuis 1967 ;
- Köthen (Allemagne).

## Personnalités liées à la ville
- Johann-Georg Ebeling (vers 1620-1676), compositeur né à Lunebourg.
- Daniel Clasen (1622-1678), juriste né à Lunebourg.
- Ludwig Albrecht Gebhardi (1735-1802), historien né à Lunebourg.
- Heinrich Himmler (1900-1945), dignitaire nazi et Reichsführer-SS, mort à Lunebourg.
- Henri Derringer (1905-1974), résistant et officier de carrière français d'origine allemande, né à Lunebourg.
- Pavel Brioullo (1760-1833), académicien en sculpture et peintre russe d'origine française, né à Lunebourg